# Franz Hroch
Franz Josef Hroch (9. února 1899 Petrov nad Desnou – 24. září 1938 Šumperk) byl obchodní podnikatel německého původu a oběť fašismu. Tělo bylo nalezeno v jeho kanceláři ve vile na tehdejší "Bahnhofstrasse", nynější ulici 17. listopadu. Vrazi nebyli nikdy potrestáni.

## Dětství a dospívání
Franz Hroch se narodil v obci Petrovice (nynější Petrov nad Desnou) v rolnické rodině. O jeho dětství a dospívání se moc informací nedochovalo. Jeho otec byl jedním z členů nově vzniklého hasičského sboru v obci, později pak i velitelem.

## Protifašistický postoj
Hroch byl odpůrcem veškerých nacistických myšlenek. Sílící vliv Henleinovy SdP jej donutil jednat, a tak, tehdy již jako významný muž městského života v pozici ředitele Svazu čerpacích stanic zformoval Německý hospodářský svaz (Deutscher Wirtschaftsverband, dále DWV). Stalo se tak na jaře roku 1938, původně šlo o nepolitické uskupení. Nicméně nacistům se stalo trnem v oku a DWV vnímali jako ohrožení svých cílů. Zvláště poté, co byl Franz Hroch z pozice tajemníka DWV úspěšný. Na ustavující schůzi se sešlo 45 zakládajících členů, již tehdy byl Hroch zvolen tajemníkem a Šumperk pak za sídlo DWV.
Hroch uskupení prezentoval jako nadstranickou a zájmovou organizaci zaměřenou na německé hospodářství v Československu. Netajil se také cílem zachovat československý stát a usiloval o prohloubení porozumění mezi českým a německým obyvatelstvem, pokud možno ve všech oblastech (kulturní, správní, hospodářské, ale i národnostní). Neoddiskutovatelně se tak přihlásil k dodržování demokratické ústavy republiky. Hroch navíc vyjednal přímo v Praze finanční podporu, podpora ve výši 10 000 korun ale byla jediným výraznějším impulsem ze strany prezidentské kanceláře.
SdP následně stupňovala nenávist vůči DWV. Konrad Henlein označil svaz za nepřátele německého národa a loutky ve službách českých nacionalistů, socialistů, ale i židů. Byť Henleinovci měli již tehdy výraznou podporu skoro 1,5 milionů členů, cítili potřebu zlikvidovat rýsující se konkurenci. To se ale již situace v sudetech stávala kritickou.

## Smrt
Československá armáda vyhlásila všeobecnou mobilizaci 23. září 1938. O pět dní později byla dojednána Mnichovská dohoda, podepsána byla po půlnoci dne 30. září 1938. Toho se již Franz Josef Hroch nedožil.
Dne 24. září 1938 byl brutálně zavražděn. Stalo se tak v jeho kanceláři v budově na ulici 17. listopadu (tehdy Bahnhofstrasse). Neexistují důkazy o tom, že by ihned po vraždě proběhlo vyšetřování tohoto činu. Podle dostupných zdrojů došlo k prvnímu vyšetřování v Mnichově roku 1950, soud ale o vině tehdy obviněných nerozhodl. Podobně dopadlo i jednání v letech 1961/62, kdy kriminální úřad v Baden-Würtenbersku vyšetřoval Huberta Winklera. Rodák ze Slavoňova měl být členem skupiny tzv. Hnědých bojovníků, která na Moravě vraždila antifašisty. Winkler odsouzen nebyl. Vyšetřování však odhalilo skutečnost, že Franz Hroch se stal obětí tzv. fémových poprav.